# 机甲桃太郎
《桃太郎傳說》（日语：ももたろうでんせつ），是以遊戲《桃太郎傳說》系列为原作之動畫系列，分別有兩部：《桃太郎傳說 PEACHBOY LEGEND》與《PEACH COMMAND 新桃太郎傳說》，劇情互為獨立無前後關聯性。本作品由東京電視台、I&S及Knack共同製作，第一部總共有51集，第二部則有24集，於1989年10月2日到1991年4月1日在日本電視動畫與東京電視網播出。本作品在香港于1991年无线电视播出，台灣則於1997年（民國86年）至1998年（民國87年）間，由台視引進播出中文配音版，而國興衛視則以原音播放，另有發行國語配音DVD版。

## 劇情

### 桃太郎傳說 PEACHBOY LEGEND
以日本廣為人知的民間故事「桃太郎」為藍本，敘述桃太郎與夥伴們到鬼島消滅鬼怪為民除害的故事。

### PEACH COMMAND 新桃太郎傳說
輝夜姬所治理的月亮被鬼幕府軍侵略，月亮上的居民頓時陷入恐慌中。
鬼幕府以侵略月亮作為開頭，計畫逐一進行最終目標為統治整個太陽系的攻擊行動。桃太郎與夥伴們為了打到鬼幕府，以找到神器為目標，尋求通力合作，共同打敗鬼幕府，恢復太陽系的和平。

## 人物

### 桃太郎
CV：佐佐木望（日）；袁淑珍（港）；陳美貞／姜瑰瑾（台）

本作主人公。個性頑皮搗蛋，村裡的問題人物。和爺爺奶奶同住。相當耐打，嗜好為吃飯、泡溫泉，痴戀香姬公主。陰錯陽差地打贏了金太郎，而被皮皮牠們看中，就此踏上了打鬼之路。

變身流程為，先將頭帶上的桃子紋章取下，並大喊「桃子變身!!」，後裸體並露出小雞雞的姿態著裝變化鎧甲。變身完成唱名「日本第一桃太郎!!」；戰鬥勝利後，會比出招牌「桃子」手勢。

桃太郎的變化鎧甲由爺爺所製造，亦負責修復。主色為白，造型似日本武將，後背二支「日本一」關東旗，武器為桃子雙劍，招式為桃刀法「千劍斬」「十字斬」，劍身發出閃電的「閃電軍刀斬」，雙劍交叉成十字可發出光波「桃子十字閃光」；頭盔上的桃子紋章可釋放「桃子光波」，以及能夠凍結湖面的「桃子冷凍光波」；腰帶部分除了可發射金幣飛彈，另有「桃子鎧甲力量暖爐」構造，可以瞬間解凍；鎧甲可發射光牆「桃子防護罩」，從手腳鎧甲生成的光波攻擊「桃太郎區塊」，雙手發射錐形光波「桃子封閉術」。鎧甲內亦可收納道具「萬能玉米丸子」。

第12集時，因鎧甲尚未維修完成，聽從爺爺計策，召喚金太郎的變化鎧甲著裝，卻也因尺寸不合吃足苦頭；據爺爺表示，因同為變化鎧甲，桃太郎才可著裝。
- 皮皮（イヌのポチ）

CV：折笠愛（日）；林丹鳳（港）
桃太郎跟班之一，狗。因居住的村莊遭到惡火鬼的襲擊破壞殆盡，悲憤之際，和達達、琪琪決定找出能夠打敗鬼族的人，此後便同桃太郎一起旅行。
公，自稱貴族品種，毛色為白，全名「亞雷漢特·路德·里希·皮皮」；行動時，多以雙腳站立為主，穿著米黃背心，負責扛著桃太郎「桃子」符號的布旗。常使用其靈敏嗅覺幫助桃太郎。
經由爺爺所開發之合體器，能與桃太郎進行二段合體，變身之唱名為「合體，狗變身!!」，鎧甲主色為天藍、銀。武器為狗雷神之槌，招式為頭盔上的狗眼睛射出的雷射「小狗雷射光」。
- 達達（サルの紋太）

CV：羽村京子／伊倉一壽（日）；樂蔚（港）；馮友薇（台）
桃太郎跟班之一，猴子。因居住的村莊遭到惡火鬼的襲擊破壞殆盡，悲憤之際，和皮皮、琪琪決定找出能夠打敗鬼族的人，此後便同桃太郎一起旅行。
公，毛色為棕；行動時，多以雙腳站立為主，穿著紅色上衣。負責管理盤纏，曾有將錢包交給皮皮保管時，遭到扒手扒走的窘境。
經由爺爺所開發之合體器，能與桃太郎進行二段合體，變身之唱名為「合體，猴子變身!!」，鎧甲主色為藍、白。武器為雙手杖，招式為擲出雙手杖迴轉攻擊的「齊天大聖真空回轉摔」。
- 琪琪（キジのキーコ）

CV：橫山智佐（日）；鄭仁君（台）；林元春（港）
桃太郎跟班之一，雉雞。因居住的村莊遭到惡火鬼的襲擊破壞殆盡，悲憤之際，和皮皮、達達決定找出能夠打敗鬼族的人，此後便同桃太郎一起旅行。
三跟班中唯一的女性（母）角色；掛著珍珠項鍊，較為理性的存在，負責控制桃太郎失控的行為，及相關偵查、探路等事。
經由爺爺所開發之合體器，能與桃太郎進行二段合體，合體前會先變成機械雉雞型態，變身之唱名為「合體，雉雞變身!!」，鎧甲主色為紅、白，具有雙翼。招式為雙肩噴發的颶風「雷射龍捲風」、使出全力噴射的旋風光波「閃光大旋風」。
- 爺爺、奶奶

CV：緒方賢一、鈴木麗子（日）
和桃太郎同住，總是為麻煩兒童桃太郎的事蹟擦屁股。
爺爺和喜鬼怪快於發明國立大學為死對頭，卻都熱愛發明。第46集中，曾答應喜鬼怪快的機器人單挑，最後因兩人體力耗盡而未分勝負。
- 火鳥（火の鳥）

僅於第42集登場，原為鬼皇子抓來當作擊敗擁有合體鎧甲的桃太郎之秘密武器，卻在陰錯陽差之下，成為桃太郎的合體夥伴。具有正義之心，後因想要找尋同伴離開了桃太郎一行人。
經由小小鬼所開發之火鳥合體器，能與桃太郎進行二段合體，變身之唱名為「合體，火之鳥變身!!」，變身完成唱名「不死鳥!!」。鎧甲主色為淺紫色，具有雙翼。

### 金太郎
CV：渡邊久美子（日）；賀世芳（台）；雷碧娜（港）
全名為足柄山金太郎，亦為足柄山財閥的繼承者，後和父親斷絕父子關係。有一弟弟名為金次郎。桃太郎稱他為「金子」，他總以「誰是金子啊!」回應。和桃太郎一同旅行，二人關係亦敵亦友。

力大無窮，因其財閥背景，對錢相當重視，而隨身攜帶著金算盤。身穿祖傳的紅色肚兜，一旦有賺大錢機會時，上頭的「金」字將會發光。

變身流程為，脫掉身上的紅色肚兜並在裸體狀態下，大喊「金子變身!!」，此時，置於千兩箱內的變化鎧甲便會飛出並著裝。變身完成唱名「金太郎，來也!!」。

金太郎的變化鎧甲由NASA一流製造師所設計製造，主色為紅，武器為巨型斧頭，斧柄前端可發射「金子光波」，後端則可變為「金子火箭砲」使用，及噴射強風「金子疾風」，招式有快速旋轉斧頭反彈敵人的「迴旋斧頭」；和桃太郎聯手的飛踢「雙重重踢」。
- 熊五郎（クマゴロー）

CV：西村朋紘（日）；黄健強（港）
金太郎手下，熊。從幼童時期便陪伴於金太郎身邊，稱金太郎為「少爺」，極為忠心。
公，毛色為棕。許多個性和金太郎相似，相當迷信算盤占卜的結果。必要時，會從和善的擬人形象，變回具有獸性的大黑熊，亦需數天時間方能恢復。
經由足柄山重工與NASA合力開發之合體器，能與金太郎進行二段合體，變身之唱名為「合體，月之輪變身!!」，主色為藍、紅。武器為雙巨斧，招式為雙肩上的飛彈裝置「月之輪流，熊指甲飛彈」，拋出雙巨斧的斬擊「金子迴旋鏢」。
- 源爺爺（源爺）

CV：緒方賢一（日）
足柄家的老管家，稱金太郎為「少爺」，經常苦口婆心地勸金太郎繼承家業。
總以三毛貓快遞託運的方式登場。
- 金次郎（金次郎）

CV：渡邊久美子（日）
金太郎之弟，在金太郎被逐出家門後，成了財閥唯一繼承者。後到了二宮小學擔任教育財閥菁英社員的老師。
外型和哥哥相當神似。個性成熟。

### 浦島太郎
CV：草尾毅（日）；符爽（台）；方煥蘭（港）

居住於漁村，實為船東之子，家境富裕，個性正直剛毅，對於被欺負的人事物皆有惻隱之心。正因為其好心腸，意外獲得龍宮城一遊的機會，也結識了龍宮城主．乙姬。

變身流程為：變身前脫掉鞋子，打開龍宮寶盒後，大喊「浦島太郎，變身!!」，再將衣服脫光，裸體下著裝盔甲。完成唱名「浦島太郎，來也!!」，並雙手合十做參拜動作。

鎧甲來自於乙姬公主贈送的禮物寶盒，主色為湖水綠。武器為長矛，招式為長矛高速旋轉後噴發的「龍宮寶盒火焰」，長矛前端施放的「浦島太郎光波」。
- 小龜（カメ吉）

CV：鈴木勝美（日）；黄健強（港）
浦島太郎好友，海龜。原為服侍龍宮仙女的海龜，後因浦島太郎解救了遭到小孩欺負的牠，便一見如故成為好友。定位非跟班，並未經常和浦島太郎一起行動。
曾受到白魔鬼和喜鬼怪快洗腦，成了「龜兔賽跑」的實驗棋子，更因禁忌藥物變得巨大，和桃太郎、浦島太郎等人戰鬥；所幸，在吃了「萬能玉米丸子」後，恢復正常。
經由龍宮城開發改良之合體器，能與浦島太郎進行二段合體，變身之唱名為「合體，烏龜變身!!」，主色為青藍色。武器為波西頓雷神戈，能釋放雷電，雙肩上的烏龜可施放黑煙「暗黑無煙之法」。

### 龍太郎
CV：中村大樹（日）；曾慶珏（港）

日文為龍神太郎，馴龍人，個性意氣用事，與桃、金二人不對盤，但具有正義之心。

變身流程為，拿出變身龍珠後，大喊「龍變身!!」，即可著裝。變身完成唱名「龍太郎，來也!!」。

變化鎧甲由鬼族製造，鬼皇子贈與；主色為綠。武器為神龍劍。招式為從劍身發射光束的「龍閃光」，將劍插入地面引發地裂的「龍爆裂」，頭盔上的龍角可發射「龍光波」。
大龍（竜之介）
龍神太郎寵物，龍。
母，體色為綠，約莫十來公尺的巨型東洋龍。以油為主食，故事中並未如其他跟班有說話能力，只能發出吼叫等聲音。能噴火。
經由龍珠變身器，能與龍太郎進行二段合體，變身之唱名為「合體，龍變身!!」，主色為丈青、白。武器為昇龍劍。頭盔的龍嘴能藏砲管，可噴火。招式為將劍插入地面引發地裂的「大龍地震」

### 一寸法師
CV：中村大樹（日）

於第17集和最終集中登場。

平時乘坐於小碗內渡河流浪，遇到鬼族時，可變為正常人身高，但具有時間限制。曾為桃太郎邀請一同旅行，卻以赴京打鬼及法力消失後的迷你身高會造成困擾為由，而婉拒。

變身流程為，丟出小柄寶槌，藉由寶槌之力變化成正常身高，同時大喊「一寸變身!!」並著裝變化鎧甲。變身完成唱名「一寸法師，登場!!」。

鎧甲主色為丈青。武器為四把一寸細劍，招式為細劍所發出的破壞光波「寸寸光波」。

在最終集的鬼王大戰中，突發奇想和赤雜兵鬼進行「合體!!鬼面變身!!」，鎧甲主色為紅，武器為小柄寶槌，招式為火焰噴射「不可燃垃圾焚燒光波」。

### 相關角色
香姬公主（かぐや姫）
CV：小森麻奈美／水谷優子（日）；鄭仁君（台）
居住於月世界的公主，因為從皇帝的藥草田中偷走貴重的大蒜，舉辦瘋狂的大蒜派對，又因喝醉酒加上獵兔子；種種放蕩不羈的行為導致她被逐出月球。
本性頑皮，但桃太郎仍對她相當癡迷。
乙姬公主（乙姫）
CV：折笠愛（日）；賀世芳（台）；林元春（港）
龍宮城公主。個性時而溫柔，時而潑辣。
時常作為浦島太郎的後盾。
三毛貓快遞（馭者）
CV：草尾毅（日）
來匆匆去匆匆，駕著馬車的男快遞員，戴墨鏡，馬尾。總將包裹隨意亂扔，再拋下一句「對不起，寶貝」。
經常為桃太郎和爺爺、金太郎和源爺爺間書信、物件的來往，也負責龍宮城對浦島太郎的郵件。
小花（サキ）
CV：真柴摩利（日）
第44集登場，開花村村民，個性剛毅堅強的少女，頭上戴著花朵髮飾，槍發精湛。其哥哥為鬼族四天王之一的白魔鬼。
在開花村仍是一片荒地時，村裡發生大乾旱，農作物幾乎無法收成。該年，小花母親因病去世，小花父親從此投身研究，希望能做出不怕乾旱的植物，卻也在不斷失敗的品種改良下，最終病死，後兩兄妹由村內的竹庵法師領養。小花的哥哥受到村裡孩子的冷嘲熱諷而起了衝突，並害一個小孩受了重傷，此後，小花哥哥漸漸遭村人排擠，最後，一聲不響地離開村子，再也沒回來。說也奇怪，在這之後，村子裡大片花田卻開花結果，村民因此脫貧轉富。在這之後，小花便不再與村人有所交流。

### 鬼族
鬼王（エンマ大王）
CV：笹岡繁蔵（日）
鬼族的真正大魔王，鬼皇子的父親。故事前半段僅獻「聲」，尾聲時才顯現其真面目。
鬼公主（オニ姫）
CV：真柴摩利（日）；賀世芳（台）；梁少霞（港）
偶然和桃太郎等人在山裡邂逅，稱他為「小桃」，總是暗地裡幫助桃太郎一行人，桃太郎他們則暱稱她為「桂圓公主」。
一角，綠髮，體色為粉紅，長相可愛的少女但脾氣暴躁．其實有顆善良的心；具有操控天氣的能力（引發暴風雨），一生只能使用三次。
叔叔為隸屬白魔鬼麾下，戰無不勝的蛇島守備隊長「鬼蛇」。
奶媽（かあうそばあや）
CV：鈴木麗子（日）
應為鼬獾類，負責照料鬼公主起居。
真實身分是否為鬼族，不明。
鬼皇子（鬼之皇子）
CV：竹村拓（日）；符爽（台）；馮錦堂（港）
鬼族階級高於四天王，遠從英國留學回來的大學生。語調洋氣，句尾習慣加上「Thank You」。愛把玩手槍。二角，紅髮，體色為青，長相帥氣。
鬼鎧甲名為「大地十字號」，由英國開發，主色為黑，武器為惡魔刀，招式為揮擊產生的光波的「惡魔飛刀」；額頭部分的紋章可發射「惡魔光波」，將劍插入地面引發地裂的「惡魔地震」。
赤魔鬼（赤魔鬼）
CV：中村大樹（日）；林國雄（港）
鬼族四天王之一，率領野獸鬼軍。博多口音。一角，體色為紅，紫髮，身形魁梧。武器為狼牙棒。鬼族四天王中唯一組織家庭者。
於43集中，和桃、金太郎一同受到妖怪五人眾設計而死鬥，卻發現鬼太郎是遭到五人眾所挾持，因此借助一行人的力量前往魔谷。而在眾人合體擊退妖怪五人眾後，赤魔鬼得以與鬼太郎再度重逢，然而，囚禁鬼太郎的牢籠通上百萬伏特的電流，愛子心切的赤魔鬼寧願冒著觸電危險，也要徒手將牢籠扳開，最後，鬼太郎成功救出，但赤魔鬼卻早已因電流流竄全身，奄奄一息，沒料到，此時，五人眾的本部洞穴突然崩落，赤魔鬼交代桃太郎他們照顧鬼太郎後，隨著崩碎的土石掉落山間溪流，一瀉千里，生死未明。
鬼鎧甲名為「紅色勇士」，主色為紅，武器為改良狼牙棒，招式為狼牙棒前端施放的「勇士光波」。
鬼子（きこ）、鬼太郎（きたろう）
CV：鈴木麗子（日）、門間葉月（日）
赤魔鬼的妻子與獨生子。
鬼子曾因赤魔鬼久久不回家而離家出走，具有變化為人類的能力。鬼太郎長相和爸爸極為神似，個性成熟獨立。
青魔鬼（青魔鬼）
CV：草尾毅（日）；盧國權（港）
鬼族四天王之一，率領鋼鐵鬼軍。名古屋口音。二角，體色為青，藍髮，身形精瘦。
第45集中，早已因鬼族四天王的屢次失敗感到憤怒的鬼王，命令青魔鬼解決桃太郎；青魔鬼藉由青足的祖爺爺的傳家寶物「摩西之杖」和烏鴉吉，擬定了一個尋寶作戰計畫引桃太郎上鉤，沒想到卻聰明反被聰明誤，摩西之杖引起小島浮沉，眾人皆被捲進海流中，此時，乙姬公主拿出傳家龍宮寶盒拯救了浦島太郎等人，至於青魔鬼和眾多雜兵鬼則被吸入海漩渦之中，生死不明。
鬼鎧甲名為「藍色美卡斯」，主色為藍，招式為手腕上的發射器放射的光波「美卡斯光波」，手指型彈砲「藍色飛彈」，發射額上的鑽頭攻擊「超級螺絲」。
白魔鬼（白魔鬼）
CV：西村朋紘（日）；林保全（港）
鬼族四天王之一，率領幻魔鬼軍。關西口音。三角，體色為白，無髮，身形矮胖，四天王唯一穿披風者。
並非純種鬼族，其妹為小花，出身貧瘠村落，後因故遭村人排擠離開村子，因是應心灰意冷之際而誤入鬼族（劇情未清楚交代）。而在44集中，再度和小花相認，雖身受重傷，但受到竹庵法師治癒後，洗去魔性，變回了普通人（劇情亦有鬼角消失的象徵）。
鬼鎧甲名為「白色極光」，主色為白，武器為改良大鐮刀，招式為大鐮刀前端施放的「精神光波」。
黑魔鬼（黒魔鬼）
CV：竹村拓（日）；馮永和（港）
鬼族四天王之一，率領忍鬼軍團。男大姐語調。四角，體色為深綠，無髮，與白魔鬼同高，體格壯碩，多毛，面目猙獰。
在赤、白、青三天王接連敗陣後，黑魔鬼亟欲向桃太郎討回顏面；金太郎因鬼族陰謀來到鬼之島，卻遭暗算，當桃太郎前往營救後，便與他展開死鬥，沒想到最後卻被一個無名小卒踢落的巨岩當場砸死，不勝唏噓。
鬼鎧甲名為「黑色炸藥」，主色為黑，武器為武士刀。
喜鬼怪快（喜鬼怪快）
CV：緒方賢一（日）
總會發出「嘻～嘻～嘻～哈」怪笑聲，鬼族的首席瘋狂科學家。眾鬼族稱其為「博士」，總會發明出一些半調子的東西。
一角，老人形象，鬼鎧甲的研發者。第34集中，和同為發明家的桃太郎爺爺意外地合拍。
小小鬼（シャリ鬼）
CV：門間葉月（日）
喜鬼怪快的孫子兼助手。具有發明長才，甚至小小年紀就能做出高科技合體變身器，讓爺爺無地自容。
二角，紅髮，小孩形象。
隱密鬼（隠密鬼）
CV：中村大樹（日）
負責刺探敵情及偵查，類似間諜或情報員。並無直屬上司，階級較雜兵鬼高。
二角，蒙面，後背武士刀，身手矯健，躲藏技術優異。
雜兵鬼（雑兵鬼）
鬼族的下等兵團。分別有紅、藍、白、黑四色，對應四大鬼王。
- 曲奇（配音：乐蔚（港））
- 乙姬（配音：林元春（港））
- 波子（配音：林丹凤（港））
- 文太（配音：区瑞华（港））
- 疖疖（配音：曾庆珏（港））

## 用語
變化鎧甲（プロテクター）
桃太郎、金太郎、浦島太郎、龍太郎、一寸法師所著裝之超能護甲。
變身時，裝備者需脫光衣服後，再全裸狀態下著裝；具有增強裝備者數百倍的超能力，具有飛行（滯空）能力；必要時，面部可採用全罩模式。
因鎧甲著裝系統相同，彼此間可替代著裝（桃太郎穿上金子鎧甲），但容易發生尺寸不合的情況。
當變化鎧甲磨耗損壞時，亦須修復；但劇中僅有桃太郎將鎧甲寄回給爺爺維修的情形，其他人則無。
桃太郎鎧甲來自爺爺；金太郎鎧甲來自NASA；浦島太郎鎧甲來自龍宮城；龍太郎鎧甲來自鬼族；一寸法師鎧甲來源未知。
合體變化鎧甲（合体プロテクター）
- 桃太郎

由桃太郎爺爺所開發，桃子形狀，具有能吸收隨從能力將其轉換為超能能量之合體器。
一段變身完成後，將合體器置於腰帶部分後，便會顯現出將合體之對象，隨後將實體轉換為能量進行合體；合體完畢後，隨從的紋章會出現在頭盔上，並具有對話能力。
- 金太郎

由足柄山重工業和美國太空總署齊力開發，金幣形狀，具有能吸收隨從能力將其轉換為超能能量之合體器。
一段變身完成後，將合體器放置於腰帶匣內，腰帶紋章上的金字轉換成「熊」字，金太郎與熊五郎正面對衝，隨後將實體轉換為能量進行合體；合體完畢後，熊五郎結合於頭盔上。
- 浦島太郎

由龍宮城開發，烏龜形狀，具有能吸收隨從能力將其轉換為超能能量之合體器。
一段變身完成後，腰帶部分會閃現出「龜」字，此時，小龜將從實體轉換為合體器，並與浦島太郎鎧甲進行雙重合體；合體完畢後，小龜則化做頭盔上的金鯉魚形象。
- 龍太郎

從大龍體內發現，龍珠形狀，具有能吸收隨從能力將其轉換為超能能量之合體器。
一段變身完成後，以龍珠變身器做為媒介，大龍遂將實體轉換為能量與龍太郎進行合體；合體完畢後，大龍結合於頭盔上。
鬼鎧甲（鬼鎧）
鬼皇子、鬼族四天王所著裝之超能護甲。
除鬼皇子的「大地十字號」來自英國，四天王的鎧甲皆出自喜鬼怪快之手。（順帶一提，龍太郎的鎧甲亦來自鬼族，雖無詳細敘述，但由喜鬼怪快研發之機率相當高）

## 播映列表
以下時間以當地時間（日本時間）為準
- 基本上，標題大都由桃太郎聲優佐佐木望負責宣讀，僅有些許集數由該主角宣讀。

| 各集概述 |                |                                                                        |                                                 |          |                   |
| 集數     | 時間           | 日（中）標題                                                           | 登場惡鬼                                        | 腳本     | 監督              |
| 01       | 1989年10月2日  | （我是日本第一的桃太郎！）                                             | 【青】惡火鬼 （笹岡繁藏）                       | 雪室俊一 | 森利夫            |
| 02       | 1989年10月9日  | （通緝逮捕桃太郎！）                                                   | 【青】戰風鬼 （山口健）                         | 雪室俊一 | 小泉謙三          |
| 03       | 1989年10月16日 | 出前神速! 金太郎は、おぼっちゃま! （金太郎是富家少爺！）               | 【黑】婆奴鬼 （竹口安芸子）                     | 山崎忠昭 | 森利夫            |
| 04       | 1989年10月23日 | 月下美人! かぐや姫のいけない秘密 （月下美人的秘密）                    | 【赤】魯隱巢底鬼 （緒方賢一）                   | 翁妙子   | 武藤稔            |
| 05       | 1989年10月30日 | 馬耳東風! 浦島太郎は、ヘンなヤツ。 （浦島太郎是怪人）                  | 【青】亞他裏鬼 （笹岡繁藏）                     | 黑岩夕城 | 森利夫            |
| 06       | 1989年11月6日  | 怪物退治! 暗闇でドッキリ、素顔でビックリ! （打敗怪物）                 | 機械蜈蚣 （竹村拓）                             | 山崎忠昭 | 小泉謙三          |
| 07       | 1989年11月13日 | 複雑怪鬼! 乙女心と花咲か爺さん。 （少女心與花開老爺爺）                | 【赤】午馬裡鬼 （中村大樹）                     | 山崎忠昭 | 金澤勝真          |
| 08       | 1989年11月20日 | 宿敵登場! エゲレス帰りの鬼之皇子! （宿敵登場）                         | 鬼皇子                                          | 雪室俊一 | 須藤昌朋          |
| 09       | 1989年11月27日 | 委細面談! 用心棒だよ、桃太郎。 （桃太郎當保鏢）                        | 【赤】八裂鬼 （竹村拓）                         | 山崎忠昭 | 武藤稔            |
| 10       | 1989年12月4日  | 妖怪道中! 恐怖と怪奇のあやかしの森。 （妖怪森林）                      | 【黑】古事鬼 （竹口安芸子）                     | 山崎忠昭 | 森利夫            |
| 11       | 1989年12月11日 | 武術大会! 浦島太郎変化の儀。 （浦島太郎變身）                          | 【青】飛行鬼 （竹村拓）                         | 黑岩夕城 | 狹山次郎          |
| 12       | 1989年12月18日 | 奇想天外! カラクリ寺だぜ、センキュ! （機關寺）                         | 鬼皇子                                          | 雪室俊一 | 小泉謙三          |
| 13       | 1989年12月25日 | 神出鬼没! オレが、オニヒメだ! 文句あっか? （我是鬼公主）               | 【青】春卷鬼 （笹岡繁藏）                       | 翁妙子   | 金澤勝真          |
| 14       | 1990年1月8日   | 龍虎相打! 竜神太郎がやってきた! （龍太郎來了）                         | 鬼族四天王                                      | 雪室俊一 | 須藤昌朋          |
| 15       | 1990年1月15日  | 前人未到! 心も凍る寒地獄ってかー! （雪女的凍寒地獄）                   | 雪女、寒鬼、冷鬼 （小宮和枝、鈴木勝美、高木涉） | 翁妙子   | 森利夫            |
| 16       | 1990年1月22日  | 唯我独尊! マッドな天才、喜鬼怪快! （唯我獨尊！瘋狂的天才，喜鬼怪快！） | 喜鬼怪快 （緒方賢一）                           | 山崎忠昭 | 武藤稔            |
| 17       | 1990年1月29日  | 千両役者! カチカチ山と一寸法師! （千兩大演員，一寸法師）               | 【青】教育鬼 （澤木郁也）                       | 山崎忠昭 | 狹山次郎          |
| 18       | 1990年2月5日   | 天変地異! アラシを呼ぶオニヒメ! （鬼公主呼風喚雨）                     | 【白】鬼蛇 （緒方賢一）                         | 黑岩夕城 | 小泉謙三          |
| 19       | 1990年2月12日  | 一期一会! ポチは、鬼の味方です! （皮皮是鬼的朋友）                     | 巨人鬼兄弟 （竹村拓、草尾毅）                   | 山崎忠昭 | 森利夫            |
| 20       | 1990年2月19日  | 起死回生! 乙姫様救出作戦! 龍宮城の決闘! （龍宮城的決鬥!）              | 【黑】潛水鬼 （笹岡繁藏）                       | 山崎忠昭 | 須藤昌朋          |
| 21       | 1990年2月26日  | 危機一発! 本物はだれだ? 二人の浦島太郎 （誰是真的浦島太郎?）           | 【黑】千面鬼 （笹岡繁藏）                       | 山崎忠昭 | 武藤稔            |
| 22       | 1990年3月5日   | 空前絶後! エレキテル地獄だぜ、かぐや姫 （空前絕後的地獄）              | 鬼皇子                                          | 雪室俊一 | 狹山次郎          |
| 23       | 1990年3月12日  | 右往左往! 赤魔鬼、女房に逃げられる? （赤魔鬼的逃妻）                   | 赤魔鬼一家                                      | 黑岩夕城 | 小泉謙三          |
| 24       | 1990年3月19日  | 一致団結! 急げ! ポチたちの村が危ない! （皮皮的村子危險了）             | 【白】暮夜鬼 （西村知道）                       | 加納真士 | 森利夫            |
| 25       | 1990年3月26日  | 快刀乱麻! 竜神太郎、必殺の変化ドラゴン （龍太郎的必殺大變身）          | 【白】洗濯鬼 （山口健）                         | 雪室俊一 | 須藤昌朋 深橋英人 |
| 26       | 1990年4月2日   | 棒腹絶倒! かぐや姫、文福茶釜で茶を点てる （香姬公主的大爆笑）          | 【赤】大碰碰狸鬼 （中村大樹）                   | 山崎忠昭 | 金澤勝真          |
| 27       | 1990年4月9日   | 魔神変化! UFO騒動に巨大閻魔あらわる! （魔神變化）                      | 【白】雕刻鬼 （笹岡繁藏）                       | 山崎忠昭 | 狹山次郎          |
| 28       | 1990年4月16日  | 無芸大食! オニ姫の拾ったギヤマンの壷。 （鬼公主撿到怪嬰）              | 止無餓鬼 （楢橋美紀）                           | 翁妙子   | 小泉謙三          |
| 29       | 1990年4月23日  | 甘辛問答! 鬼之皇子とアメ売りの笠地蔵 （鬼皇子與地藏菩薩）              | 鬼皇子                                          | 雪室俊一 | 武藤稔            |
| 30       | 1990年4月30日  | 閑話休題! 隠れ里の鬼子ちゃんです! （鬼姑娘小琪）                       | 【黑】奪穀鬼 （山口健）                         | 翁妙子   | 須藤昌朋          |
| 31       | 1990年5月7日   | 超異次元! 喜鬼怪快と魔法のホーキ （魔法掃帚）                          | 【赤】章魚燒鬼 （竹村拓）                       | 山崎忠昭 | 森利夫            |
| 32       | 1990年5月14日  | 一触即発! 龍神太郎、卵でドッカンコン （龍太郎與蛋）                    | 鬼皇子                                          | 雪室俊一 | 金澤勝真          |
| 33       | 1990年5月21日  | 噂的達人! 桃太郎の出生のヒミツ! （桃太郎出生的秘密）                   | 【黑】汙泥鬼 （澤木郁也）                       | 黑岩夕城 | 狹山次郎          |
| 34       | 1990年5月28日  | 合体変身! 桃太郎を狙うバイオモンスター （桃太郎對抗怪獸）              | 拜歐 （笹岡繁藏）                               | 山崎忠昭 | 小泉謙三          |
| 35       | 1990年6月4日   | 迷宮突破! 浦島太郎、我、鬼ヶ島発見せり! （發現鬼之島）                 | 白魔鬼                                          | 山崎忠昭 | 武藤稔            |
| 36       | 1990年6月11日  | 暗中模索! 喜鬼怪快の切り札! 透明鬼! （暗中摸索，透明鬼）               | 【白】透明鬼 （千葉一伸）                       | 山崎忠昭 | 須藤昌朋          |
| 37       | 1990年6月18日  | 天下御免! オレたちゃハリツケブラザーズ! （我們是死刑兄弟）             | 鬼皇子                                          | 雪室俊一 | 森利夫            |
| 38       | 1990年6月25日  | 気絶悶絶! 正義の味方かぐや姫まいります! （香姬公主是正義使者）         | 鬼皇子                                          | 山崎忠昭 | 金澤勝真          |
| 39       | 1990年7月2日   | 大安吉日! 金太郎と鶴の美少女怨がえし! （金太郎與美少女）               | 阿鶴、地獄谷七人眾 （真柴摩利）                 | 山崎忠昭 | 小泉謙三          |
| 40       | 1990年7月9日   | 鳥獣戯画! じっちゃんの超リモコン合体器 （爺爺的超級合體器）            | 青魔鬼                                          | 山崎忠昭 | 森利夫            |
| 41       | 1990年7月16日  | 豪華絢爛! タマやカニやの花火大会 （豪華的煙火大會）                    | 黑魔鬼                                          | 雪室俊一 | 森利夫            |
| 42       | 1990年7月30日  | 一発逆転! 歌舞鬼の裏技ニョキニョキの怪 （反敗為勝）                    | 【白】歌舞鬼 （梅津秀行）                       | 山崎忠昭 | 武藤稔            |
| 43       | 1990年8月6日   | 百戦錬磨! 魔の谷の妖怪五人組! （魔谷的五人妖怪）                       | 赤魔鬼、妖怪五人眾                              | 山崎忠昭 | 森利夫            |
| 44       | 1990年8月13日  | 喜怒哀楽! 花咲き村と白魔鬼のヒミツ （花開村與白魔鬼的秘密）            | 白魔鬼                                          | 雪室俊一 | 小泉謙三          |
| 45       | 1990年8月20日  | 捲土重来! 最強軍団、ブラックベレーの罠 （捲土重來）                    | 青魔鬼                                          | 山崎忠昭 | 金澤勝真          |
| 46       | 1990年8月27日  | 六根清浄! 年寄りのロボット大戦争! （六根清淨）                         | 喜鬼怪快、黑魔鬼                                | 山崎忠昭 | 森利夫            |
| 47       | 1990年9月3日   | 前後不覚! 死ぬな金太郎! 強襲サソリ弾 （金太郎，活下去吧）              | 黑魔鬼                                          | 雪室俊一 | 武藤稔            |
| 48       | 1990年9月10日  | 油断大敵! ススメ! 敵は移動要塞鬼ヶ島! （移動要塞鬼之島）               | 鬼王                                            | 山崎忠昭 | 狹山次郎          |
| 49       | 1990年9月17日  | 爆風地獄! さらば! 鬼ヒメ、鬼之皇子! （鬼公主與鬼皇子，再見了）         | 鬼公主、鬼皇子                                  | 雪室俊一 | 小泉謙三          |
| 50       | 1990年9月24日  | 猪突猛進! 地底城の罠、お化け回廊脱出! （地底城陷阱）                   | 鬼王、芭蕉公主                                  | 山崎忠昭 | 金澤勝真          |
| End      | 1990年10月1日  | 国士無双! 閻魔を倒せ! 日本一の勇者たち （打倒鬼王）                    | 鬼王                                            | 山崎忠昭 | 森利夫            |

## 音樂
片頭曲
- 「桃変化で行こう！」（前期）

作詞 - さくまあきら / 作曲 - 難波弘之 / 編曲 - 入江純 / 歌 - ピーチボーイズ（レーベル - キングレコード）
- 「夢しゃりばり(PEACH TOWN'S PARTY)」（後期）

作詞 - 加納眞士 / 作曲・編曲 - 三田超人  / 歌 - ピーチボーイズ（レーベル - キングレコード）
片尾曲
- 「ピーチボーイ・ブギウギ」

作詞 - 加納眞士 / 作曲 - 馬場孝幸 / 編曲 - 入江純 / 歌 - ピーチボーイズ（レーベル - キングレコード）

## 人員
- 企劃：西野聖市
- 原作：佐久間晃
- 總導演：福本潔
- 概念規劃：廣井王子（レッドカンパニー）
- 系列構成：山崎敬之
- 鎧甲設計：岡本英郎
- 原創人物設計：土居孝幸
- 人物設計／總作畫監督：森利夫
- 美術監督：坂本信人
- 攝影監督：小澤次雄
- 音響監督：本田保則
- 音樂製作：重松英俊
- 音樂：難波弘之、兼崎順一
- 製作人：倉林伸介（テレビ東京）、加納眞士・桝田省治（I&S）、西野範子（Knack）
- 製作：テレビ東京、I&S、Knack（ナック、現・ICHI）、ナック映画

## 作品的變遷
| 國興衛視 星期一至五 17:00~18:00 (09/13 17:00 - 17:30播出完結篇)                                                                         | 國興衛視 星期一至五 17:00~18:00 (09/13 17:00 - 17:30播出完結篇)                                                 | 國興衛視 星期一至五 17:00~18:00 (09/13 17:00 - 17:30播出完結篇) |
| --- | --- | --------------------------------------------------------------- |
| | 桃太郎傳說 （2013.08.09 - 2013.09.13）                                                                          |                                                                 |
| 清秀佳人 （2012.07.05 - 2012.08.08） (7/5播出時間為18:00 - 19:00) (7/8起改為17:00 - 18:00) (8/8播出時間為17:00 - 17:30、 18:30 - 19:00) | 新桃太郎傳說 (2013.09.13 - 2013.10.01) (09/13 播出時間為17:30 - 18:00) 水戶黃門(卡通) (2013.10.02 - 2013.11.01) |                                                                 |

| 國興衛視 星期一至五 17:00~18:00           | 國興衛視 星期一至五 17:00~18:00                                             | 國興衛視 星期一至五 17:00~18:00 |
| ----------------------------------------- | --------------------------------------------------------------------------- | ------------------------------- |
|                                           | 桃太郎傳說 （2014.08.18 - 2014.09.23)                                       |                                 |
| 格林童話(動畫) （2014.07.15 - 2014.08.15) | 新桃太郎傳說 (2013.09.24 - 2014.10.09) 咪咪流浪記 (2014.10.10 - 2014.11.14) |                                 |